# Webster megye (Louisiana)
Webster megye az Amerikai Egyesült Államokban, azon belül Louisiana államban található. Megyeszékhelye és legnagyobb városa Minden. Lakosainak száma 36 967 fő (2020. április 1.). Webster megye Lafayette, Columbia, Claiborne, Bienville és Bossier megyékkel határos.

## Népesség
A megye népességének változása:
| Lakosok száma | 41 216 | 41 252 | 40 920 | 40 678 | 40 021 | 36 967 |
|               | 2010   | 2011   | 2012   | 2013   | 2015   | 2020   |